# شيلبي هاريس
شيلبي هاريس (بالإنجليزية: Shelby Harris)‏ هو لاعب كرة قدم أمريكية أمريكي، ولد في 11 أغسطس 1991 في ميلواكي في الولايات المتحدة.

## وصلات خارجية
- شيلبي هاريس على موقع مرجع كرة القدم المحترفة.كوم (الإنجليزية)